# KrAZ クーガー
KrAZ クーガー（ウクライナ語: КрАЗ Кугуар）は、ウクライナのAvtoKrAZが製造する装輪装甲車。アラブ首長国連邦のSTREITグループのライセンスを得て製造している。

## 概要
KrAZ クーガーは、トヨタ・ランドクルーザー79のシャシに防弾鋼板を用いた装甲車体を架設している。
車内配置は、車体前部にエンジン、中央部に操縦席、後部に兵員室となっており、車体天井部には各種火器を装備することできる。

## 運用国
- ウクライナ
  - ウクライナ軍[1]
  - ウクライナ国家親衛隊[1]
  - ウクライナ国家国境庁[1]
- 欧州安全保障協力機構[2]
- 南スーダン[1]